# Titjärnsskogen
Titjärnsskogen är ett naturreservat i Torsby kommun i Värmlands län.
Området är naturskyddat sedan 1993 och är 127 hektar stort. Reservatet omfattar sluttningar och våtmarker med små tjärnar. Reservatet består av barrskog och sumpskog. 